# 블로그스피어
블로그스피어(Blogsphere)는 제품이름으로 로터스 노츠와 도미노(Lotus Notes and Domino)를 위한 블로그 관리/저작 시스템이다. 현재 OpenNTF 프로젝트로 진행되고 있고, http://www.openntf.org에서%5B깨진+링크(과거+내용+찾기)%5D 다운로드 받을 수 있다.
https://web.archive.org/web/20061215053956/http://www.blogsphere.net/을 방문하면 블로그스피어를 위한 블로그를 볼 수 있다.
한국에서는 이 말을 제품 이름으로 쓰지 않고 블로고스피어와 같은 의미로 쓰고 있다.

## 참고
- Blogsphere 문서 위키 (영문)
- https://web.archive.org/web/20061215053956/http://www.blogsphere.net/